# Xyris stricta
Xyris stricta är en gräsväxtart som beskrevs av Alvin Wentworth Chapman. Xyris stricta ingår i släktet Xyris och familjen Xyridaceae.

## Underarter
Arten delas in i följande underarter:
- X. s. obscura
- X. s. stricta